# Ilmajoki

Herb Ilmajoki

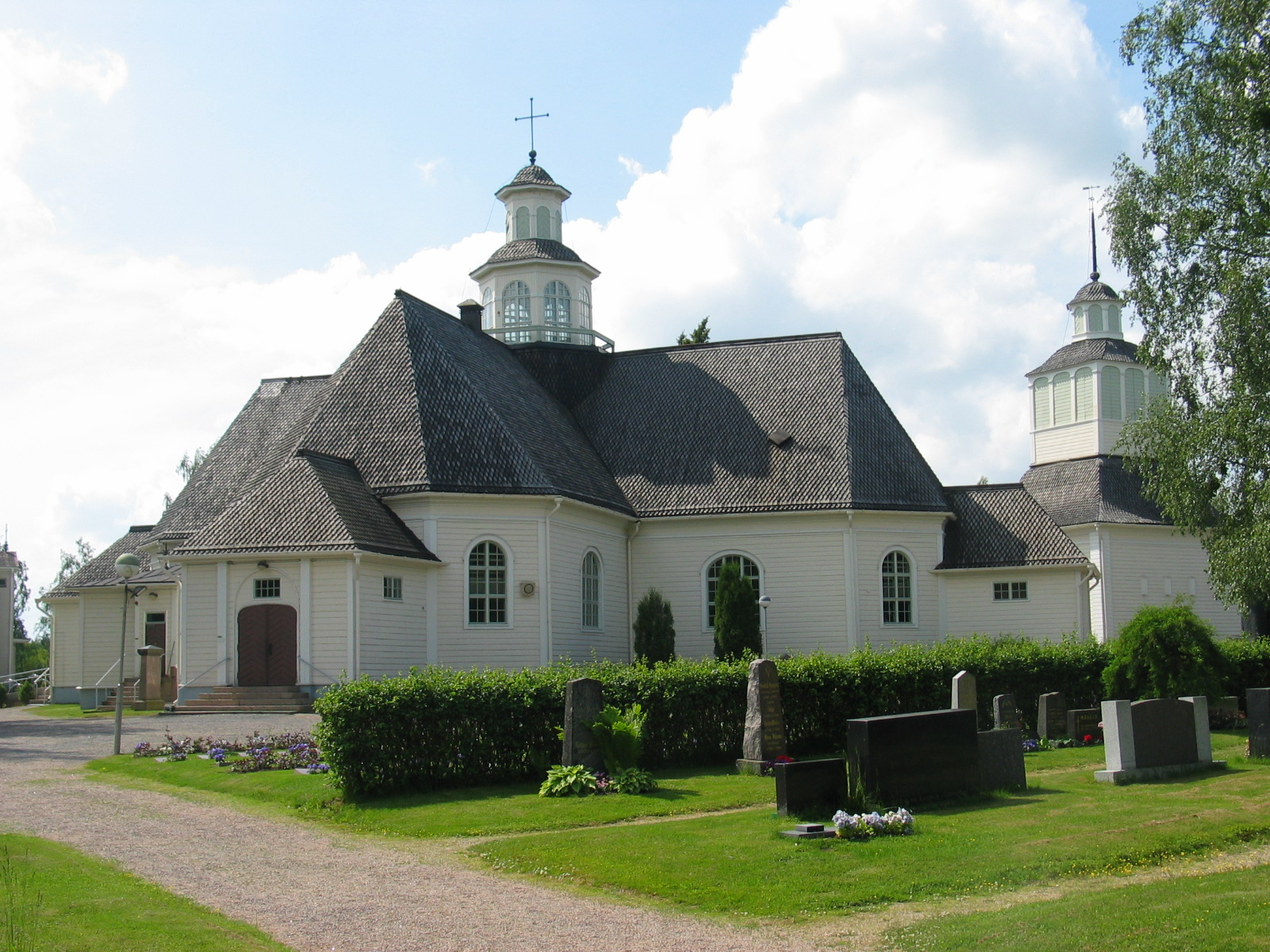
Kościół w Ilmajoki

Ilmajoki (szw. Ilmola [ilmolɑ]) – gmina w Finlandii. Jest jedną z 26 gmin regionu Ostrobotnia Południowa w dawnej prowincji Finlandia Zachodnia. Liczba ludności (31 marca 2010) 11 717, powierzchnia - 580 km². Gmina jest jednojęzyczna (język fiński). Posiada własne lotnisko lokalne. 
Wioski należące do gminy: Ahonkylä, Huissi, Jouppila, Kiikerinkylä, Kirkonkylä, Koskenkorva, Könni, Luoma, Munakka, Nopankylä, Peltoniemi, Peräkylä, Peurala, Pojanluoma, Rengonkylä, Röyskölä, Seittunkylä, Tuomikylä, Ujaistenkylä, Varpahaiskylä.